# Argyrotheca bermudana
Argyrotheca bermudana är en armfotingsart som beskrevs av Dall 1911. Argyrotheca bermudana ingår i släktet Argyrotheca och familjen Megathyrididae. Inga underarter finns listade i Catalogue of Life.